# Vinyes, cases i cellers de la Xampanya
Els vessants, cases i cellers de la Xampanya són un bé inscrit a la llista del Patrimoni de la Humanitat de la UNESCO des del 2015. Es cobreixen part de la zona de les Vinyes de Xampanya.